# Кролик Петрик та інші історії
«Кролик Петрик та інші історії» — збірка, омнібус-видання, що містить 23-и прижиттєво опублікованих книжечок англійської письменниці і художниці Беатрікс Поттер. Це перше видання казок Беатрікс Поттер українською мовою.
Книга вийшла друком у видавництві  «Астролябія» в грудні 2016 року.

## Анотація
В цьому омнібусі зібрано всі казки Беатрікс Поттер, які були видані в період з 1902 р. по 1930 р.

## Вміст
| № Тв. | Українська назва                                 | Оригінальна назва                                     | Рік публікації |
| ----- | ------------------------------------------------ | ----------------------------------------------------- | -------------- |
| 1     | Казка про кролика Петрика                        | The Tale of Peter Rabbit                              | 1902           |
| 2     | Казка про білченя Горішка                        | The Tale of Squirrel Nutkin                           | 1903           |
| 3     | Ґлостерський кравець                             | The Tailor of Gloucester                              | 1903           |
| 4     | Казка про Веню Вуханя                            | The Tale of Benjamin Bunny                            | 1904           |
| 5     | Казка про двох капосних мишей                    | The Tale of Two Bad Mice                              | 1904           |
| 6     | Казка про пані Гороїжицьку                       | The Tale of Mrs. Tiggy-Winkle                         | 1905           |
| 7     | Казка про пиріг і формочку для кексиків          | The Tale of the Pie and the Patty-Pan                 | 1905           |
| 8     | Казка про Ярему Рибалку                          | The Tale of Mr. Jeremy Fisher                         | 1906           |
| 9     | Історія про злого і капосного кролика            | The Story of a Fierce Bad Rabbit                      | 1906           |
| 10    | Історія кицьки Мотанки                           | The Story of Miss Moppet                              | 1906           |
| 11    | Казка про котика Томка                           | The Tale of Tom Kitten                                | 1907           |
| 12    | Казка про Джемку, качку-калюжницю                | The Tale of Jemima Puddle-Duck                        | 1908           |
| 13    | Казка про Самійла Вусяня, або пудинг із начинкою | The Tale of Samuel Whiskers or, The Roly-Poly Pudding | 1908           |
| 14    | Казка про Ляпиних Вуханчиків                     | The Tale of the Flopsy Bunnies                        | 1909           |
| 15    | Казка про Імбирчика і Пікуля                     | The Tale of Ginger and Pickles                        | 1909           |
| 16    | Казка про пані Дрібномишку                       | The Tale of Mrs. Tittlemouse                          | 1910           |
| 17    | Казка про Тимка Шпиньку                          | The Tale of Timmy Tiptoes                             | 1911           |
| 18    | Казка про пана Пронозу                           | The Tale of Mr. Tod                                   | 1912           |
| 19    | Казка про поросятка Чемнятка                     | The Tale of Pigling Bland                             | 1913           |
| 20    | Віршики-забавлянки Кнопки-Клепки                 | Appley Dapply's Nursery Rhymes                        | 1917           |
| 21    | Казка про Мишка Мишака-Міського                  | The Tale of Johnny Town-Mouse                         | 1918           |
| 22    | Віршики-забавлянки Оришки Петрушки               | Cecily Parsley's Nursery Rhymes                       | 1922           |
| 23    | Казка про поросятка Робінзона                    | The Tale of Little Pig Robinson                       | 1930           |

## Про український переклад
Цікавою особливістю видання є те, що імена персонажів казок Беатрікс Поттер максимально українізовані.
|                                                        | Імена героїв казок завжди промовисті. Тому англійський кролик Пітер став українським Петриком, жабун Джеремі Фішер став Яремою Рибалком, качечка Дмайма Паделдак — Джемкою Калюжницею. |
| — Олена О'Лір, pressclub.lviv.ua, 22 березня 2018 року | |

Для дублювання анімаційно-ігрового фільму «Кролик Петрик» було використано переклад з цієї книги.

## Видання
- Поттер. Б. Кролик Петрик та інші історії / Пер. з англ.: Олена О'Лір. — Львів: Астролябія, 2016. — 352 с.[1] ISBN 978-617-664-109-4 (2016), ISBN 978-617-664-131-5 (2017)